# Saturn (canción de SZA)
«Saturn» es una canción de la cantautora estadounidense SZA y, según se informa, es el sencillo principal de su próximo tercer álbum de estudio, Lana (2024). Es una canción sobre el nihilismo y el escapismo, que habla de las lamentaciones de uno sobre por qué le suceden cosas malas a la gente buena y desea dejar la Tierra por otro planeta, Saturno, donde posiblemente podrían vivir una vida mejor. «Saturn» presenta un instrumentación resultado de una combinación de arpegios y sintetizadores. La canción fue lanzada por sorpresa el 22 de febrero de 2024, después de su debut oficial en la ceremonia de los Premios Grammy de ese año más de una semana antes.

## Antecedentes
El segundo álbum de estudio de la cantautora estadounidense SZA, SOS (2022), obtuvo un éxito comercial y de crítica tras su lanzamiento. El álbum se abrió con una puntuación de 94 en el sitio web Metacritic, debutó en la cima del Billboard 200, rompió una serie de récords en las listas y generó varios hitos en su carrera. SZA adelantó el lanzamiento inminente de la versión de lujo en Instagram tras el lanzamiento de SOS a principios de diciembre de 2022,  y adelantó nuevamente en una publicación del 21 de diciembre, donde expresó su gratitud por el debut número uno del álbum: «Imma take another swing at it for the deluxe then shut up for a while» («Voy a darle otra oportunidad para [la edición] deluxe y luego me callaré un rato»).
El 8 de septiembre de 2023, SZA celebró un concierto sorpresa exclusivo en el Astillero Naval de Brooklyn para celebrar SOS, donde reveló que la edición de lujo previamente anunciada se convirtió en su propio álbum de estudio llamado Lana (2024). En la lista de canciones había algunas canciones inéditas, a saber, «PSA», que se utilizó en el teaser oficial de SOS; «DTM», que fue objeto de referencias durante el vídeo musical del sencillo de SOS «Snooze»  (2023); «Boy from South Detroit»; y «Saturn». En la 66.ª edición de los Premios Grammy, celebrada el 4 de febrero de 2024, SZA estrenó oficialmente «Saturn» en su totalidad como parte de una pausa comercial patrocinada por Mastercard.

## Música y letras
«Saturn» fue escrita por SZA y sus productores Carter Lang, Rob Bisel, Solomonophonic (Jared Solomon) y Monsune (Scott Zhang). Una fusión de estilos R&B, pop, alternativo, y psicodélico, la producción combina un ritmo boom bap lento y fluido con arpegios, sintetizadores, armonías apiladas, y melismas. El resultado es un instrumental «centelleante» que los críticos describieron como «de ensueño» y «reluciente». Los críticos de Billboard consideraron a «Saturn» una continuación de SOS en términos no sólo de su paisaje sonoro atmosférico sino también de sus diversas narrativas líricas, como la autodesprecio y la reconciliación con luchas emocionales difíciles.
Como señalaron algunos críticos, el sonido tranquilo y melifluo de los instrumentos y la voz de SZA contrasta marcadamente con los temas de desesperanza de la canción. Otros conectaron el título de la canción con el retorno de Saturno de una persona, que ocurre 29,5 años después de su nacimiento y señala el comienzo de nuevos desafíos adultos y epifanías reveladoras; SZA tenía 34 años en el momento de su lanzamiento. Las publicaciones señalaron que «Saturn» fue lanzado solo dos semanas entre otras dos canciones sobre el regreso de Saturno, «Deeper Well» de Kacey Musgraves y «Saturn Returns Interlude» de Ariana Grande, y por lo tanto analizaron las canciones con la ayuda de astrólogos. La astróloga escocesa Garland, entrevistada por BBC News, dijo que SZA y las otras dos músicos, todas las cuales era treintañeras, estaban en una «edad perfecta para la autorreflexión».
En la letra, un SZA nihilista canta sobre una crisis existencial y expresa desilusión por vivir en la Tierra, cuestionando si el mundo será más justo y deseando que haya algo más en la vida que sufrimiento. Se lamenta de por qué el concepto de nirvana, o libertad del sufrimiento, «no era como se anunciaba» para ella, y se pregunta por qué el karma parece ser siempre injusto con las personas buenas, quienes tienden a «morir jóvenes y pobres»: «If there's a point to being good / Then where's my reward?» («Si tiene sentido ser bueno / Entonces, ¿dónde está mi recompensa?»). El pre-estribillo presenta las líneas «Stuck in this paradigm / Don't believe in paradise / This must be what hell is like» («Atrapada en este paradigma / No creo en el paraíso / Así debe ser el infierno»).
SZA, en el coro, contempla la idea de dejar la Tierra en busca de una vida potencialmente mejor en Saturno, un lugar donde posiblemente podría liberarse de los hábitos tóxicos y el dolor de la angustia; ella pide ayuda desde otro universo anteriormente en el primer verso. Más tarde, la canción da un giro hacia la esperanza. En línea con lo que SZA dijo a la revista People después de los premios Grammy, «Saturn» dice que mientras la gente anhela escapar de la agitación mundial, eventualmente «encontrará algo que valga la pena salvar» en la Tierra. Con la línea, SZA resiste el dolor de la soledad y la angustia constante,  y con la siguiente letra «It's all for the taking, I always say» («Todo está para tomar, siempre digo»), ella refuerza que tiene el control de su vida y que tiene el poder de hacer del mundo un lugar mejor.

## Lanzamiento
«Saturn» se lanzó por sorpresa a los servicios de streaming el 22 de febrero de 2024, supuestamente como el sencillo principal de Lana, la reedición de SOS. El lanzamiento vino con un paquete de cinco pistas, que consta de la versión original, una versión en vivo, una versión acelerada, una versión instrumental y una versión a capela.  Las versiones se actualizaron algún tiempo después y se cambió su mezcla.
«Saturn» debutó en el número seis del Billboard Hot 100 de EE. UU. con 25 millones de reproducciones en EE. UU., 2000 ventas digitales y 960 000 audiencias de radio, su décima canción entre las 10 mejores del país. Reemplazó su propio sencillo «Snooze» (2023) en el número uno en Hot R&B Songs; al hacerlo, completó un año consecutivo en la cima de la lista. «Saturn» obtuvo más debuts entre los 15 primeros en el Reino Unido, donde fue su decimotercera aparición entre los 40 primeros, y en Australia, donde debutó en el número 8.

## Actuaciones en vivo
La presentación de Mastercard de SZA comenzó con ella colgada de una enredadera mientras descendía por el escenario, que presentaba un fondo con temática forestal en línea con el mensaje del comercial. Llevaba una blusa hecha con semillas de árboles reales, un disfraz que Brittany Spanos de Rolling Stone comparó con el de una «ninfa del bosque». Los bailarines de respaldo acompañaron a SZA mientras exploraba el bosque, donde encontró un columpio y se balanceó, y durante el final, recitó el anunció que decía: «We're a force of nature when we come together» («Somos una fuerza de la naturaleza cuando nos unimos»). La actuación fue parte de un anuncio de la iniciativa Priceless Planet Coalition de Mastercard, una campaña que busca plantar 100 millones de árboles en todo el mundo para luchar contra el cambio climático mediante la restauración de bosques en todo el mundo.
A partir de mediados de marzo de 2024, SZA incluyó «Saturn» en algunas setlists de su SOS Tour, comenzando con su Lollapalooza latinoamericano encabezando conciertos como en Chile.

## Listado de pistas
- Descarga y transmisión digitales

1. «Saturn» - 3:06
2. «Saturn» (en vivo) - 3:01
3. «Saturn» (acelerado) - 2:39
4. «Saturn» (a capela) - 3:06
5. «Saturn» (instrumental) - 3:06

## Personal
Músicos
- Solána Rowe – artista principal, voz, compositora
- Carter Lang - coros, producción, compositor, compositor, teclados, guitarra
- Rob Bisel – coros, producción, compositor, compositor, teclados, guitarra
- Jared Solomon – producción, compositor, compositor, teclados, batería
- Scott Zhang - producción, compositor, compositor, teclados
- Cian Ducrot – coros

Técnicos
- Dale Becker – masterización
- Rob Bisel – mezcla, grabación
- Héctor Castro – grabación
- Syd Tagle - asistente de grabación
- Robert N. Johnson - asistente de grabación
- Trey Pearce - asistente de grabación
- Katie Harvey - asistente de grabación
- Noah McCorkle - asistente de grabación

## Listas
| Lista (2024)                           | Posición más alta |
| -------------------------------------- | ----------------- |
| Australia (ARIA)                       | 8                 |
| Australia Hip Hop/R&B (ARIA)           | 2                 |
| Canadá (Canadian Hot 100)              | 8                 |
| Global 200 (Billboard)                 | 5                 |
| Grecia (IFPI)                          | 60                |
| Indonesia (Billboard)                  | 14                |
| Irlanda (IRMA)                         | 21                |
| Japan Hot Overseas (Billboard Japan)   | 12                |
| Malasia (Billboard)                    | 6                 |
| Malasia International (RIM)            | 4                 |
| Países Bajos (Mega Single Top 100)     | 60                |
| Nueva Zelanda (Recorded Music NZ)      | 5                 |
| Filipinas (Billboard)                  | 8                 |
| Portugal (AFP)                         | 79                |
| Singapur (RIAS)                        | 5                 |
| Suecia (Sverigetopplistan)             | 49                |
| Suiza (Schweizer Hitparade)            | 96                |
| Reino Unido (UK Singles Chart)         | 15                |
| Reino Unido (UK R&B Chart)             | 3                 |
| Estados Unidos (Billboard Hot 100)     | 6                 |
| Estados Unidos (Hot R&B/Hip-Hop Songs) | 3                 |
| Estados Unidos (Mainstream Top 40)     | 21                |
| Estados Unidos (Rhythmic)              | 12                |

## Historial de lanzamientos
| Región | Fecha                 | Formato                    | Sello        | Ref.   |
| ------ | --------------------- | -------------------------- | ------------ | ------ |
| Varios | 22 de febrero de 2024 | Descarga digital streaming | Top Dawg RCA | [ 66 ] |